# 明石駅
明石駅（あかしえき）は、兵庫県明石市大明石町一丁目にある西日本旅客鉄道（JR西日本）の駅である。本項では、明石駅に近接する山陽電気鉄道の山陽明石駅（さんようあかしえき）についても併せて解説する。

## 概要
JR西日本の明石駅には、山陽本線が乗り入れており、駅番号はJR-A73が割り当てられている。運転系統上はJR神戸線と呼称されている。
山陽明石駅には、山陽電気鉄道本線が乗り入れており、駅番号はSY 17が割り当てられている。
両駅の駅舎は一体化している。JRおでかけネットの明石駅の項目では、接続交通機関として山陽明石駅が掲載されている。他方で、阪神電気鉄道の路線図においても、山陽明石駅の乗換駅として明石駅が指定されている。

## 歴史

### 年表 (国鉄→JR西日本)
- 1888年（明治21年）
  - 11月1日：山陽鉄道の兵庫駅 - 当駅間の開通と同時に開業[1][5]。旅客・貨物の取り扱いを開始[5][6]。
  - 12月23日：山陽鉄道が姫路駅まで延伸。途中駅となる。
- 1900年（明治33年）5月14日：開業当初からの駅舎の材料を用いて宝殿駅の駅舎が建築される[7]。
- 1906年（明治39年）12月1日：山陽鉄道の国有化により官設鉄道の駅となる[5]。
- 1909年（明治42年）10月12日：線路名称制定。山陽本線の所属となる。
- 1934年（昭和9年）9月20日：須磨駅 - 当駅間で電気運転を開始。
- 1960年（昭和35年）4月1日：貨物の取り扱いを廃止[5]。
- 1964年（昭和39年）6月28日：旧駅から西に約160ｍ移転され、高架駅が営業開始[1]。
- 1987年（昭和62年）4月1日：国鉄分割民営化により、西日本旅客鉄道（JR西日本）の駅となる[5]。
- 1988年（昭和63年）3月13日：路線愛称の制定により、「JR神戸線」の愛称を使用開始。
- 1995年（平成7年）
  - 1月17日：阪神・淡路大震災により営業休止。
  - 1月23日：須磨駅 - 西明石駅間の復旧により、営業再開。
- 1996年（平成8年）12月1日：エレベーターおよびエスカレーターを設置し、使用開始[8]。
- 1997年（平成9年）
  - 3月8日：JR神戸線標準接近メロディ「さざなみ」導入[9]。
  - 11月22日：自動改札機を設置し、供用開始[10]。
- 2002年（平成14年）7月29日：JR京都・神戸線運行管理システム導入[11]。
- 2003年（平成15年）11月1日：ICカード「ICOCA」の利用が可能となる。
- 2006年（平成18年）5月：コンコースの発車標を電光掲示板から液晶ディスプレイに変更。
- 2007年（平成19年）3月18日：駅自動放送を更新。
- 2015年（平成27年）3月12日：入線警告音の見直しに伴い、接近メロディをJR神戸線標準接近メロディ「さざなみ」の音質見直し版に再び変更する[12]。
- 2016年（平成28年）2月26日：駅前商業施設「ピオレ明石」が全面リニューアルオープン。
- 2018年（平成30年）3月17日：駅ナンバーが導入される[13]。
- 2020年（令和2年）
  - 2月1日：3番乗り場に昇降式ホーム柵が設置され、供用開始[14]。
  - 3月12日：4番乗り場に昇降式ホーム柵が設置され、供用開始[15]。

### 沿革 (山陽電気鉄道)
山陽電鉄の明石駅につながる駅として最初に建設されたのは、兵庫電気軌道の明石駅前駅である。兵庫電気軌道は兵庫から電気鉄道を西に延ばして明石に到達し、1917年（大正6年）4月12日開業した。この際、現在の国道2号沿いに線路を敷設し、明石駅前交差点の北西側に明石駅前駅を設置した。さらにそこから西へ線路は伸び、大明石町1丁目交差点の手前から南へカーブして、魚の棚西端付近に南北方向に明石駅が設置された。これは、明石港からの淡路連絡を考慮したものであった。明石駅の南約70 mの場所に播淡聯絡汽船の乗り場があった。
続いて、1923年8月19日に別会社である神戸姫路電気鉄道によって、明石駅前 - 姫路駅前（現在の山陽姫路）間が開業した。両社は架線の電圧など規格が異なっており、当初は直通は行われず駅も別にあった。神戸姫路電気鉄道は、ほぼ現在の山陽電鉄のルートに沿って西から線路を延ばし、国鉄明石駅南口の広場の南側、兵庫電気軌道の駅のほぼ北隣に明石駅前駅を設置した。これは、高架化によって山陽電鉄の駅がJRの駅側に寄せられるまで電鉄明石駅が存在していた場所である。
1927年に両社が宇治川電気に合併して同一事業体となると、両社の規格の差を解消して直通運転を行うことになった。まず、神戸姫路電気鉄道の側の線路を付け替えて、明石駅前駅の西方から南東方向に延びる連絡線を設ける形で1927年12月6日から旧兵庫電気軌道の明石駅前駅に乗り入れるようになり、この時に旧神戸姫路電気鉄道の明石駅前駅は一旦廃止された。この仮の接続駅のホームは、鉄道線規格の神戸姫路電気鉄道と軌道線規格の兵庫電気軌道の双方に対応するため、昔の広島電鉄宮島線のような高低2種類のホームを備えていた。その後、旧神戸姫路電気鉄道の明石駅前駅の跡地で新しい明石駅前駅の建設工事が進められ、また大蔵谷駅の旧駅付近から併用軌道だった旧兵庫電気軌道の線路の付け替え工事が行われてほぼ現在のルートとなり、1931年12月23日に開業した。同時に旧兵庫電気軌道の明石駅前駅と明石駅は廃止され、明石駅前駅は正式に統合された。

### 年表 (山陽電気鉄道)
- 1917年（大正6年）4月12日：兵庫電気軌道の兵庫 - 明石間完成時に、明石駅前駅として開業[2][16]。
- 1923年（大正12年）8月19日：神戸姫路電気鉄道により、明石 - 姫路間開業[2][16]。同線の明石駅を設置[2][16]。
- 1927年（昭和2年）
  - 1月1日：兵庫電気軌道が宇治川電気に合併され、同線の明石駅前駅は同社の駅となる。
  - 4月1日：神戸姫路電気鉄道が宇治川電気に合併され、同線の明石駅は同社の駅となる。
  - 12月6日：旧神戸姫路電気鉄道明石駅前駅の西方から旧・兵庫電気軌道明石駅前駅との間に連絡線を設け、旧神戸姫路電気鉄道の明石駅前駅を旧兵庫電気軌道の駅に移転・統合[2][16]。
- 1928年（昭和3年）8月26日：兵庫 - 姫路間直通運転開始[2][16]。
- 1931年（昭和6年）12月22日：明石駅前駅 - 明石駅間を廃止[2][16]。翌日に大蔵谷駅 - 明石駅前間の軌道を移設し、駅を統合した[2][16]。
- 1933年（昭和8年）6月6日：宇治川電気の鉄道部門が分離され、山陽電気鉄道の駅となる。
- 1934年（昭和9年）9月18日：特急が運転を開始し、停車駅となる。
- 1943年（昭和18年）11月20日：電鉄明石駅に改称[2][16]。
- 1944年（昭和19年）4月20日：特急運転中止。
- 1948年（昭和23年）：下り線を上り線対向に移設し、上下副本線を供用開始[16]。
- 1949年（昭和24年）4月15日：特急運転再開、改めてその停車駅となる。
- 1991年（平成3年）
  - 4月3日：明石市内連続立体化工事による高架化完成[17]。
  - 4月7日：山陽明石駅に改称[2][16]。
- 1995年（平成7年）
  - 1月17日：阪神・淡路大震災で山陽電鉄本線が不通[18]。翌日（1月18日）営業再開するが、当駅から西代方は不通のまま[18]。
  - 1月27日：霞ヶ丘 - 山陽明石間運転再開（同年6月18日に全線復旧）[18]。
- 2012年（平成24年）5月：新運行システム導入に伴い、フルカラーLED発車標と接近・発車メロディの導入を開始。
- 2014年（平成26年）：駅ナンバリング導入（SY17）。

## 駅構造

### JR西日本
JR明石駅には島式ホーム2面4線（12両編成対応）の高架駅で列車線・電車線にそれぞれ1本ずつプラットホームがある。位置的には駅舎の直上にあたる。列車線・電車線とも分岐器や絶対信号機を持たないため、停留所に分類される。このため折り返しや当駅始終着の列車は存在しない。
直営駅（西明石駅傘下の地区駅で駅長配置）。アーバンネットワークエリアに属しており、ICOCA利用可能駅（相互利用可能ICカードはICOCAの項を参照）である。
| のりば | 路線     | 方向 | 線路   | 行先                             | 備考         |
| ------ | -------- | ---- | ------ | -------------------------------- | ------------ |
| 1      | JR神戸線 | 下り | 電車線 | 加古川・姫路方面                 | 普通         |
| 2      | JR神戸線 | 上り | 電車線 | 神戸・三ノ宮・尼崎・大阪方面     | 快速・普通   |
| 3      | JR神戸線 | 下り | 列車線 | 加古川・姫路・鳥取・城崎温泉方面 | 特急・新快速 |
| 4      | JR神戸線 | 上り | 列車線 | 神戸・三ノ宮・尼崎・大阪方面     | 特急・新快速 |

付記事項
- 上表の路線名は旅客案内上の名称（愛称）で表記している。
- 停車列車のホームは一部異なる場合がある。
  - 平日の朝ラッシュ時の大阪方面行きの快速は4番のりば（列車線）に停車する。この快速の次の停車駅は兵庫駅である。これは、舞子駅・垂水駅・須磨駅には、列車線にホームが存在しないためである。
  - 最終新快速西明石行きは1番のりば（電車線）に停車する。
- 大阪方面からの快速は当駅 - 加古川駅・姫路駅間の各駅に停車する[1]。下り加古川・姫路方面行きについては、当駅より種別幕も「普通」に変わる[1]。ただし、上り大阪方面行きの種別幕は西明石駅での変更となる。
- 1面に1ヶ所ずつ計2ヶ所の待合室が設けられている。内部の座席はすべて北向きで、一部は車椅子利用者用に折りたためる構造になっている。冷暖房完備。
- 日中の場合、兵庫駅付近で快速は新快速に追い抜かれるため、上りの神戸駅・三ノ宮駅へは新快速が先着列車となる。逆に下りは加古川駅まで普通も先着する。
- 2000年・2001年に運転されていた神戸シーサイドレジャー号も当駅に停車していた。
- 以前はホームに「速さはJRのあかしです」という「証し」と「明石」を掛け合わせた比較広告が山陽明石駅のホームからも見えるように掲げられていたが、その後のダイヤ改正により、若干所要時間が延びたことなどから撤去された。

#### ダイヤ
日中時間帯は1時間に12本（新快速・快速・普通とも4本）停車する。朝夕は本数が多くなる。

#### コンコース
駅舎はJR西日本グループのショッピングセンター（JR西日本アーバン開発）、ピオレ明石及び山陽電鉄明石駅と一体化している。ミスタードーナツなどの飲食店も営業している。ミスタードーナツはかつては建物内に2店舗あったが、東側（コンコース側）の店舗の改装を機に西側の店舗は閉店した。また、ステーションプラザ明石は改装工事が行われる為、2015年1月12日で全館閉店した。その後、ピオレ明石（東館・西館・南館）と改称し2016年2月26日に全面リニューアルオープンを果たした。
東と西にそれぞれ改札口を有する。西側はピオレ明石西館に通じる改札機が3台あるが券売機は設置されていない。みどりの窓口等の利用や山陽電鉄への乗り換えは東側改札口を利用することのみで行える。
2006年5月より、コンコース付近の乗客案内装置（次列車の発車番線などを表示）がLED式から液晶式に交換された。この時、従来方向別に各1台設置していた所をホーム別に1台ずつ設置する方式になり、ホームへ上る階段付近にも各番線毎の発車予定表示を1台ずつ計4枚新規に設置されている。液晶化により、列車種別をフルカラーで表現出来るようになった。ただし、ホーム部分の案内装置はLED表示のままである。
駅構内に吉野家と立ち食いそばの飲食店が1店舗ずつ営業している（どちら共、ICOCAでの決済が可能）。また、セブンイレブンが駅舎北隣と駅舎内に各一店舗ずつ設けられている。かつては駅舎南隣にもハートインが存在したが、ステーションプラザ明石の増築の際に土地を明け渡し撤退している。改札内は西側半分が3m程高くなっているが、この段差には階段しか設けられていない。ホームへ上がる手段は階段、エスカレーター（上りのみ）、エレベーターの3種類が存在するが、このうちエレベーターはバリアフリーを考慮して利用者の多い東側の低い部分に備えられている。
コンコース内に置かれている信楽焼のタヌキの名前は「明石ポン太」。待ち合わせの目印として利用者から親しまれている。初代は、1981年にタバコポイ捨て防止キャンペーンのために明石セントラルライオンズクラブが寄贈したであったが、泥酔者によって破壊されたため二代目が設置された。二代目は、1995年の阪神・淡路大震災で台座が壊れたため明石市立少年自然の家に移設。しばらく何も置かれなかったが問い合わせが相次いだため、1996年6月に三代目が設置された。この三代目も2019年に後頭部が破壊されゴミ箱のように扱われたため、同年四代目に交代した。四代目は、三代目と同時期に明石市役所に寄贈されていたものを譲り受けたもの。

### 山陽電気鉄道
山陽明石駅は待避設備を備えた島式ホーム2面4線の高架駅。改札口は東西1ヶ所ずつにあり、基本的に駅員は西改札のみ配備される。
| 番線 | 路線 | 方向 | 行先           |
| ---- | ---- | ---- | -------------- |
| 1・2 | 本線 | 下り | 姫路・網干方面 |
| 3・4 | 本線 | 上り | 神戸・大阪方面 |

付記事項
- 内側2線（2番線と3番線）が主本線、外側2線（1番線と4番線）が待避線である。
- 普通列車は特急列車の待避が行われるが、日中は2009年3月20日のダイヤ改正から霞ヶ丘駅での待避に変更されている。
- 神戸側に6連対応の引上線がある（高架化以前は神戸側姫路側双方に引上線があった）。3番線と4番線は姫路側にも出発信号機が設置されており、3・4番線からも姫路方面への出発が可能である（2016年現在は設定がない）。
- 高架化前は島式ホーム2面4線で、前述の通り神姫電鉄時代の明石駅前駅を改築した物である。線路とホームの北東側に国鉄の明石駅と向かい合う形で2階建ての駅舎があり、駅舎と各ホームは構内踏切で連絡していた[24]。また駅の東側は、駅前通りの踏切と隣接していた。なお、地上駅の跡地には駅東口のバスターミナルが設けられている。

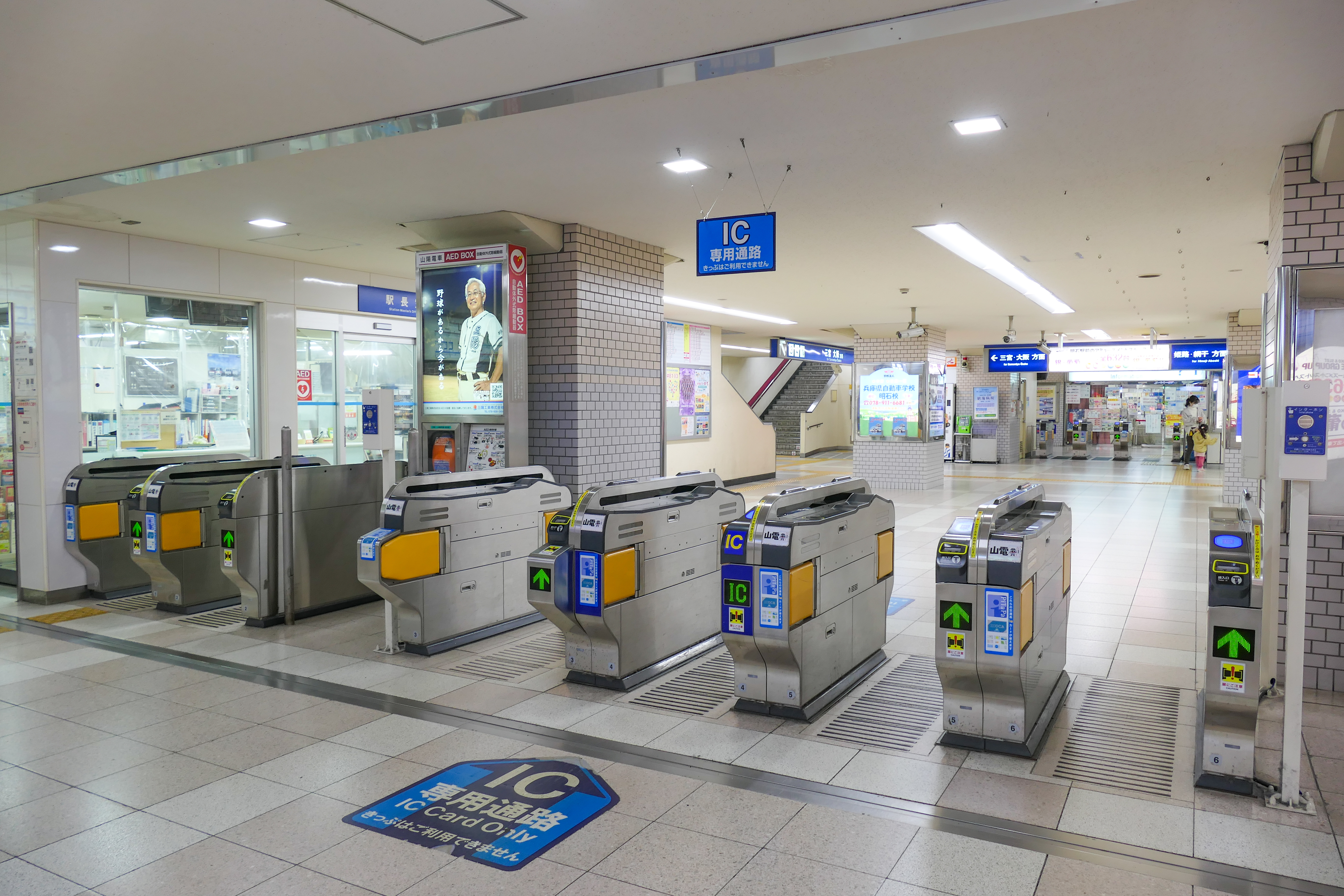
改札口
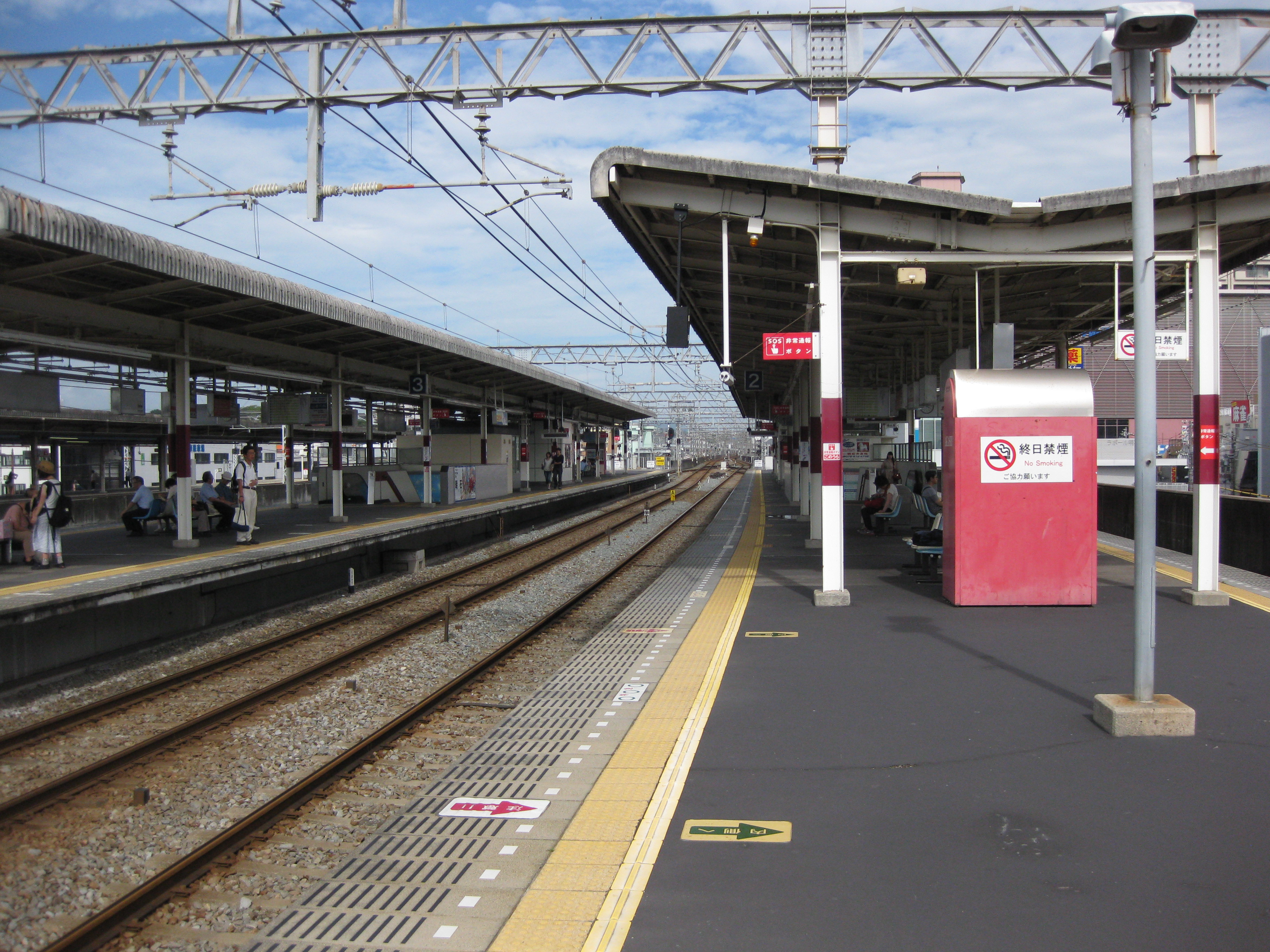
構内

## 利用状況
JR西日本の駅の2023年（令和5年）度の1日平均乗車人員は46,507人で、これはJR西日本の駅では第14位である。山陽新幹線が停車する西隣の西明石駅よりも多く、山陽本線の単独駅としては最多であり、山陽本線全体では広島駅、岡山駅、神戸駅、姫路駅に次いで5番目に多い。
「明石市統計書」（明石市総務部情報管理課・編）および「兵庫県統計書」によると、JR明石駅の年間乗車人数及び1日平均乗車人員は以下の通りである。
| 年度   | 年間の乗車人数（千人） | 左記の内の定期利用者（千人） | 一日平均の乗車人員（人） | 出典     |
| ------ | ---------------------- | ---------------------------- | ------------------------ | -------- |
| 1999年 | 19,788                 | 13,248                       | 54,066                   |          |
| 2000年 | 19,522                 | 13,050                       | 53,485                   |          |
| 2001年 | 19,261                 | 12,811                       | 52,769                   |          |
| 2002年 | 18,931                 | 12,684                       | 51,867                   |          |
| 2003年 | 19,001                 | 12,733                       | 51,915                   |          |
| 2004年 | 18,925                 | 12,799                       | 51,849                   |          |
| 2005年 | 18,993                 | 12,855                       | 52,036                   |          |
| 2006年 | 19,220                 | 13,001                       | 52,658                   |          |
| 2007年 | 19,107                 | 12,968                       | 52,206                   |          |
| 2008年 | 19,195                 | 13,009                       | 52,589                   |          |
| 2009年 | 18,867                 | 12,873                       | 51,690                   |          |
| 2010年 | 18,853                 | 12,930                       | 51,652                   |          |
| 2011年 |                        |                              | 51,675                   |          |
| 2012年 |                        |                              | 51,858                   |          |
| 2013年 |                        |                              | 52,440                   |          |
| 2014年 |                        |                              | 51,264                   |          |
| 2015年 |                        |                              | 50,895                   |          |
| 2016年 |                        |                              | 52,230                   |          |
| 2017年 |                        |                              | 53,210                   |          |
| 2018年 |                        |                              | 53,184                   |          |
| 2019年 | 19,576                 | 13,090                       | 53,486                   | [ 明 1 ] |
| 2020年 | 15,430                 | 11,243                       | 42,275                   | [ 明 1 ] |
| 2021年 | 15,727                 | 11,390                       | 43,087                   | [ 明 1 ] |
| 2022年 | 16,635                 | 11,672                       | 45,574                   | [ 明 1 ] |
| 2023年 | 17,022                 | 11,729                       | 46,507                   | [ 明 1 ] |
| 2024年 |                        |                              |                          |          |

他方で、山陽電気鉄道の駅の1日あたりの乗車人員は13,301人（2021年度）で、山陽電鉄48駅のうち最も乗降客数が多い。姫路方面から乗車してきた乗客の多くの客がJR神戸線に乗り換える。山陽電気鉄道では車内放送、車両内ディスプレイにてJRへの乗り換え案内をしており、当駅接続でJR西日本との連絡定期券が購入可能である。対するJRも、山陽電鉄への乗り換え案内を行っている。
山陽明石駅の年間乗車人数及び1日平均乗車人員は以下の通りである。
| 年度 | 年度 | 乗車人員総数 | 乗車人員総数 | 乗車人員総数 | 内 定期利用者数 | 内 定期利用者数 | 内 定期利用者数 | 内 定期利用者数 | 出典     | 出典      | 出典     | 出典     | 出典     | 出典      |
| 西暦 | 和暦 | 人/日        | 増減         | 順位         | 人/日           | 増減            | 利用率          | 順位            | 神       | 明        | 播       | 加       | 高       | 姫        |
| ---- | ---- | ------------ | ------------ | ------------ | --------------- | --------------- | --------------- | --------------- | -------- | --------- | -------- | -------- | -------- | --------- |
|      | 昭和 |              |              |              |                 |                 |                 |                 |          |           |          |          |          |           |
| 1937 | S12  | 5,625        |              |              |                 |                 |                 |                 |          | [ 明 4 ]  |          |          |          |           |
| 1938 | S13  | 6,264        | 11.36%       |              |                 |                 |                 |                 |          | [ 明 4 ]  |          |          |          |           |
| 1939 | S14  | 7,568        | 20.83%       |              |                 |                 |                 |                 |          | [ 明 4 ]  |          |          |          |           |
| 1940 | S15  | 10,754       | 42.09%       |              |                 |                 |                 |                 |          | [ 明 4 ]  |          |          |          |           |
| 1941 | S16  | 16,896       | 57.12%       |              |                 |                 |                 |                 |          | [ 明 4 ]  |          |          |          |           |
| 1942 | S17  |              |              |              |                 |                 |                 |                 |          |           |          |          |          |           |
| 1943 | S18  |              |              |              |                 |                 |                 |                 |          |           |          |          |          |           |
| 1944 | S19  |              |              |              |                 |                 |                 |                 |          |           |          |          |          |           |
| 1945 | S20  |              |              |              |                 |                 |                 |                 |          |           |          |          |          |           |
| 1946 | S21  |              |              |              |                 |                 |                 |                 |          |           |          |          |          |           |
| 1947 | S22  |              |              |              |                 |                 |                 |                 |          |           |          |          |          |           |
| 1948 | S23  |              |              |              |                 |                 |                 |                 |          |           |          |          |          |           |
| 1949 | S24  | 6,911        |              |              |                 |                 |                 |                 |          | [ 明 5 ]  |          |          |          |           |
| 1950 | S25  | 12,501       | 80.89%       |              |                 |                 |                 |                 |          | [ 明 6 ]  |          |          |          |           |
| 1951 | S26  | 12,735       | 1.87%        |              |                 |                 |                 |                 |          | [ 明 7 ]  |          |          |          |           |
| 1952 | S27  | 14,120       | 10.87%       |              |                 |                 |                 |                 |          | [ 明 7 ]  |          |          |          |           |
| 1953 | S28  | 12,784       | -9.46%       |              |                 |                 |                 |                 |          | [ 明 7 ]  |          |          |          |           |
| 1954 | S29  | 12,898       | 0.89%        |              |                 |                 |                 |                 |          | [ 明 7 ]  |          |          |          |           |
| 1955 | S30  | 12,693       | -1.59%       |              |                 |                 |                 |                 |          | [ 明 7 ]  |          |          |          |           |
| 1956 | S31  | 14,056       | 10.75%       |              |                 |                 |                 |                 |          | [ 明 8 ]  |          |          |          |           |
| 1957 | S32  |              |              |              |                 |                 |                 |                 |          |           |          |          |          |           |
| 1958 | S33  |              |              |              |                 |                 |                 |                 |          |           |          |          |          |           |
| 1959 | S34  | 14,126       |              |              |                 |                 |                 |                 |          | [ 明 9 ]  |          |          |          |           |
| 1960 | S35  | 15,165       | 7.36%        |              |                 |                 |                 |                 |          | [ 明 10 ] |          |          |          |           |
| 1961 | S36  | 16,814       | 10.87%       |              |                 |                 |                 |                 |          | [ 明 11 ] |          |          |          |           |
| 1962 | S37  | 18,181       | 8.13%        |              |                 |                 |                 |                 |          | [ 明 11 ] |          |          |          |           |
| 1963 | S38  | 19,138       | 5.26%        |              |                 |                 |                 |                 |          | [ 明 11 ] |          |          |          |           |
| 1964 | S39  | 20,780       | 8.58%        |              |                 |                 |                 |                 |          | [ 明 11 ] |          |          |          |           |
| 1965 | S40  | 21,384       | 2.90%        |              |                 |                 |                 |                 |          | [ 明 11 ] |          |          |          |           |
| 1966 | S41  | 21,564       | 0.85%        |              |                 |                 |                 |                 |          | [ 明 12 ] |          |          |          |           |
| 1967 | S42  | 23,411       | 8.56%        |              |                 |                 |                 |                 |          | [ 明 12 ] |          |          |          |           |
| 1968 | S43  | 24,000       | 2.52%        |              |                 |                 |                 |                 |          | [ 明 12 ] |          |          |          |           |
| 1969 | S44  | 25,386       | 5.78%        |              |                 |                 |                 |                 |          | [ 明 12 ] |          |          |          |           |
| 1970 | S45  | 25,416       | 0.12%        |              |                 |                 |                 |                 |          | [ 明 12 ] |          |          |          |           |
| 1971 | S46  | 25,852       | 1.71%        |              | 17,279          |                 | 66.84%          |                 |          | [ 明 13 ] |          |          |          |           |
| 1972 | S47  | 25,027       | -3.19%       |              | 17,238          | -0.24%          | 68.88%          |                 |          | [ 明 14 ] |          |          |          |           |
| 1973 | S48  | 24,307       | -2.88%       |              | 16,507          | -4.24%          | 67.91%          |                 |          | [ 明 15 ] |          |          |          |           |
| 1974 | S49  | 24,405       | 0.41%        |              | 16,384          | -0.75%          | 67.13%          |                 |          | [ 明 16 ] |          |          |          |           |
| 1975 | S50  | 24,373       | -0.13%       |              | 16,082          | -1.84%          | 65.98%          |                 |          | [ 明 17 ] |          |          |          |           |
| 1976 | S51  | 20,921       | -14.16%      |              | 13,849          | -13.88%         | 66.20%          |                 |          | [ 明 18 ] |          |          |          |           |
| 1977 | S52  | 21,088       | 0.80%        |              | 13,679          | -1.23%          | 64.87%          |                 |          | [ 明 19 ] |          |          |          |           |
| 1978 | S53  | 20,532       | -2.64%       | 3/48         | 13,679          | 0.00%           | 66.63%          |                 | [ 神 2 ] | [ 明 20 ] | [ 播 2 ] | [ 加 2 ] | [ 高 2 ] | [ 姫 2 ]  |
| 1979 | S54  | 19,962       | -2.78%       | 3/48         | 13,041          | -4.67%          | 65.33%          |                 | [ 神 2 ] | [ 明 21 ] | [ 播 2 ] | [ 加 2 ] | [ 高 2 ] | [ 姫 3 ]  |
| 1980 | S55  | 18,690       | -6.37%       | 3/48         | 11,874          | -8.95%          | 63.53%          |                 | [ 神 2 ] | [ 明 22 ] | [ 播 2 ] | [ 加 2 ] | [ 高 2 ] | [ 姫 3 ]  |
| 1981 | S56  | 18,258       | -2.32%       | 3/48         | 11,381          | -4.15%          | 62.33%          |                 | [ 神 2 ] | [ 明 23 ] | [ 播 3 ] | [ 加 3 ] | [ 高 2 ] | [ 姫 3 ]  |
| 1982 | S57  | 17,696       | -3.08%       | 3/48         | 11,000          | -3.35%          | 62.16%          |                 | [ 神 3 ] | [ 明 24 ] | [ 播 3 ] | [ 加 3 ] | [ 高 3 ] | [ 姫 3 ]  |
| 1983 | S58  | 17,227       | -2.65%       | 3/48         | 10,518          | -4.38%          | 61.05%          |                 | [ 神 3 ] | [ 明 24 ] | [ 播 3 ] | [ 加 3 ] | [ 高 4 ] | [ 姫 3 ]  |
| 1984 | S59  | 16,934       | -1.70%       | 3/48         | 10,342          | -1.67%          | 61.07%          |                 | [ 神 3 ] | [ 明 24 ] | [ 播 3 ] | [ 加 3 ] | [ 高 4 ] | [ 姫 4 ]  |
| 1985 | S60  | 17,351       | 2.46%        | 3/48         | 10,803          | 4.45%           | 62.26%          |                 | [ 神 3 ] | [ 明 24 ] | [ 播 3 ] | [ 加 3 ] | [ 高 4 ] | [ 姫 4 ]  |
| 1986 | S61  | 17,044       | -1.77%       | 2/48         | 10,512          | -2.69%          | 61.68%          |                 | [ 神 3 ] | [ 明 24 ] | [ 播 3 ] | [ 加 4 ] | [ 高 4 ] | [ 姫 4 ]  |
| 1987 | S62  | 16,655       | -2.28%       | 2/48         | 10,142          | -3.52%          | 60.90%          |                 | [ 神 4 ] | [ 明 25 ] | [ 播 3 ] | [ 加 4 ] | [ 高 4 ] | [ 姫 4 ]  |
| 1988 | S63  | 16,860       | 1.23%        | 2/48         | 10,288          | 1.43%           | 61.02%          |                 | [ 神 4 ] | [ 明 25 ] | [ 播 3 ] | [ 加 4 ] | [ 高 4 ] | [ 姫 5 ]  |
|      | 平成 |              |              |              |                 |                 |                 |                 |          |           |          |          |          |           |
| 1989 | H01  | 16,803       | -0.34%       |              | 10,236          | -0.51%          | 60.92%          |                 | [ 神 4 ] | [ 明 25 ] | [ 播 3 ] | [ 加 4 ] | [ 高 5 ] | [ 姫 5 ]  |
| 1990 | H02  | 17,707       | 5.38%        | 2/48         | 10,833          | 5.84%           | 61.18%          |                 | [ 神 4 ] | [ 明 25 ] | [ 播 4 ] | [ 加 4 ] | [ 高 5 ] | [ 姫 5 ]  |
| 1991 | H03  | 19,444       | 9.81%        |              | 11,827          | 9.18%           | 60.83%          |                 | [ 神 4 ] | [ 明 26 ] | [ 播 4 ] | [ 加 5 ] | [ 高 5 ] | [ 姫 5 ]  |
| 1992 | H04  | 20,197       | 3.87%        | 2/48         | 12,562          | 6.21%           | 62.19%          |                 | [ 神 5 ] | [ 明 26 ] | [ 播 5 ] | [ 加 5 ] | [ 高 5 ] | [ 姫 5 ]  |
| 1993 | H05  | 20,819       | 3.08%        | 2/48         | 13,079          | 4.12%           | 62.82%          |                 | [ 神 5 ] | [ 明 26 ] | [ 播 5 ] | [ 加 5 ] | [ 高 6 ] | [ 姫 6 ]  |
| 1994 | H06  | 21,107       | 1.38%        | 1/48         | 13,153          | 0.57%           | 62.32%          |                 | [ 神 5 ] | [ 明 26 ] | [ 播 5 ] | [ 加 5 ] | [ 高 6 ] | [ 姫 6 ]  |
| 1995 | H07  | 24,132       | 14.33%       | 1/48         | 15,342          | 16.64%          | 63.58%          |                 | [ 神 5 ] | [ 明 26 ] | [ 播 5 ] | [ 加 6 ] | [ 高 6 ] | [ 姫 6 ]  |
| 1996 | H08  | 21,477       | -11.00%      | 1/48         | 13,553          | -11.66%         | 63.11%          |                 | [ 神 5 ] | [ 明 27 ] | [ 播 5 ] | [ 加 6 ] | [ 高 6 ] | [ 姫 6 ]  |
| 1997 | H09  | 20,468       | -4.69%       | 1/48         | 12,926          | -4.63%          | 63.15%          |                 | [ 神 6 ] | [ 明 27 ] | [ 播 5 ] | [ 加 6 ] | [ 高 7 ] | [ 姫 6 ]  |
| 1998 | H10  | 19,063       | -6.87%       | 1/48         | 12,066          | -6.66%          | 63.29%          |                 | [ 神 6 ] | [ 明 27 ] | [ 播 5 ] | [ 加 6 ] | [ 高 7 ] | [ 姫 7 ]  |
| 1999 | H11  | 17,545       | -7.96%       | 1/48         | 11,301          | -6.34%          | 64.41%          |                 | [ 神 6 ] | [ 明 27 ] | [ 播 5 ] | [ 加 6 ] | [ 高 7 ] | [ 姫 7 ]  |
| 2000 | H12  | 16,701       | -4.81%       | 1/48         | 10,625          | -5.99%          | 63.62%          |                 | [ 神 6 ] | [ 明 27 ] | [ 播 5 ] | [ 加 7 ] | [ 高 7 ] | [ 姫 7 ]  |
| 2001 | H13  | 16,255       | -2.67%       | 1/48         | 10,112          | -4.82%          | 62.21%          |                 | [ 神 6 ] | [ 明 28 ] | [ 播 6 ] | [ 加 7 ] | [ 高 7 ] | [ 姫 7 ]  |
| 2002 | H14  | 15,660       | -3.66%       | 1/48         | 9,671           | -4.36%          | 61.76%          |                 | [ 神 7 ] | [ 明 28 ] | [ 播 6 ] | [ 加 7 ] | [ 高 7 ] | [ 姫 7 ]  |
| 2003 | H15  | 15,296       | -2.33%       | 1/48         | 9,411           | -2.69%          | 61.53%          |                 | [ 神 7 ] | [ 明 28 ] | [ 播 6 ] | [ 加 7 ] | [ 高 7 ] | [ 姫 8 ]  |
| 2004 | H16  | 14,874       | -2.76%       | 1/49         | 9,052           | -3.81%          | 60.86%          |                 | [ 神 7 ] | [ 明 28 ] | [ 播 6 ] | [ 加 7 ] | [ 高 8 ] | [ 姫 8 ]  |
| 2005 | H17  | 14,800       | -0.50%       | 1/49         | 9,145           | 1.03%           | 61.79%          |                 | [ 神 7 ] | [ 明 28 ] | [ 播 6 ] | [ 加 8 ] | [ 高 8 ] | [ 姫 8 ]  |
| 2006 | H18  | 14,764       | -0.24%       | 1/49         | 8,995           | -1.65%          | 60.92%          |                 | [ 神 7 ] | [ 明 29 ] | [ 播 6 ] | [ 加 8 ] | [ 高 8 ] | [ 姫 8 ]  |
| 2007 | H19  | 14,666       | -0.67%       | 1/49         | 8,934           | -0.67%          | 60.92%          |                 | [ 神 8 ] | [ 明 29 ] | [ 播 7 ] | [ 加 8 ] | [ 高 8 ] | [ 姫 8 ]  |
| 2008 | H20  | 14,690       | 0.17%        | 1/49         | 9,088           | 1.72%           | 61.86%          |                 | [ 神 8 ] | [ 明 29 ] | [ 播 7 ] | [ 加 8 ] | [ 高 8 ] | [ 姫 9 ]  |
| 2009 | H21  | 14,321       | -2.52%       | 1/49         | 8,984           | -1.15%          | 62.73%          |                 | [ 神 8 ] | [ 明 29 ] | [ 播 7 ] | [ 加 8 ] | [ 高 8 ] | [ 姫 9 ]  |
| 2010 | H22  | 14,329       | 0.06%        | 1/49         | 9,066           | 0.91%           | 63.27%          |                 | [ 神 8 ] | [ 明 29 ] | [ 播 7 ] | [ 加 9 ] | [ 高 8 ] | [ 姫 9 ]  |
| 2011 | H23  | 14,214       | -0.80%       | 1/49         | 9,000           | -0.73%          | 63.32%          |                 | [ 神 8 ] | [ 明 30 ] | [ 播 7 ] | [ 加 9 ] | [ 高 9 ] | [ 姫 9 ]  |
| 2012 | H24  | 14,140       | -0.52%       | 1/49         | 8,970           | -0.33%          | 63.44%          |                 | [ 神 9 ] | [ 明 30 ] | [ 播 7 ] | [ 加 9 ] | [ 高 9 ] | [ 姫 9 ]  |
| 2013 | H25  | 14,255       | 0.81%        | 1/49         | 9,090           | 1.34%           | 63.77%          |                 | [ 神 9 ] | [ 明 30 ] | [ 播 8 ] | [ 加 9 ] | [ 高 9 ] | [ 姫 10 ] |
| 2014 | H26  | 13,918       | -2.36%       | 1/49         | 8,981           | -1.21%          | 64.53%          |                 | [ 神 9 ] | [ 明 30 ] | [ 播 8 ] | [ 加 1 ] | [ 高 9 ] | [ 姫 10 ] |
| 2015 | H27  | 14,079       | 1.16%        | 2/49         | 8,997           | 0.18%           | 63.90%          |                 | [ 神 9 ] | [ 明 30 ] | [ 播 8 ] | [ 加 1 ] | [ 高 9 ] | [ 姫 10 ] |
| 2016 | H28  | 14,378       | 2.12%        | 1/49         | 9,195           | 2.19%           | 63.95%          |                 | [ 神 9 ] | [ 明 3 ]  | [ 播 8 ] | [ 加 1 ] | [ 高 9 ] | [ 姫 10 ] |
| 2017 | H29  | 15,011       | 4.40%        | 1/49         | 9,619           | 4.62%           | 64.08%          | 1/49            | [ 神 1 ] | [ 明 3 ]  | [ 播 8 ] | [ 加 1 ] | [ 高 9 ] | [ 姫 10 ] |
| 2018 | H30  | 15,225       | 1.42%        | 1/49         | 9,751           | 1.37%           | 64.05%          | 1/49            | [ 神 1 ] | [ 明 3 ]  | [ 播 1 ] | [ 加 1 ] | [ 高 1 ] | [ 姫 1 ]  |
|      | 令和 |              |              |              |                 |                 |                 |                 |          |           |          |          |          |           |
| 2019 | R01  | 15,295       | 0.46%        |              | 9,967           | 2.50%           | 65.17%          |                 |          | [ 明 2 ]  |          |          |          |           |
| 2020 | R02  | 12,899       | -15.67%      |              | 9,036           | -9.59%          | 70.05%          |                 |          | [ 明 2 ]  |          |          |          |           |
| 2021 | R03  | 13,301       | 3.12%        |              | 9,093           | 0.64%           | 68.36%          |                 |          | [ 明 2 ]  |          |          |          |           |
| 2022 | R04  |              |              |              |                 |                 |                 |                 |          |           |          |          |          |           |
| 2023 | R05  |              |              |              |                 |                 |                 |                 |          |           |          |          |          |           |
| 2024 | R06  |              |              |              |                 |                 |                 |                 |          |           |          |          |          |           |

## 駅周辺
駅周辺は明石市の中心街である。駅南側の国道2号と明石港の間が伝統的な商業地であり、駅前には比較的新しい商業施設や、出入口が回転ゲート式になっている有料駐輪場がある。また駅のすぐ北側には明石城跡があり、各種スポーツ施設がある公園となっている。
ピオレ明石は2016年（平成28年）に開業した。

### パピオスあかし
駅南側のバスターミナルと国道2号に挟まれた一帯では再開発事業が行われた地区で、2016年12月に開業した。主要テナントは以下の通り。
- 松のや
- サイゼリヤ
- PARIS MIKI
- マクドナルド
- 信州そば処 そじ坊
- ジュンク堂書店
- ローソン
- あかし市民図書館

### 中央改札南口方面
国道2号以北
- 明石グルメファクトリー
  - 山陽明石駅の高架下に併設されており、東西改札口のほか地下でも、食料品店を中心にさまざまな店舗が営業している[要出典]。
  - 地下部分においては大小の飲食店が長く営業を続けていたが、山陽電鉄の再開発計画により、2009年（平成17年）11月18日以降、地下全フロアは食品スーパーMISUGIYAになった[要出典]。
- アスピア明石（複合ショッピングセンター）
- 駅前商店街
- 喜春商店街
- 東仲ノ町商店街
- みずほ銀行明石支店（旧・第一勧業銀行）
- 三井住友銀行明石支店・明石洲本法人営業部・明石ローンプラザ（旧・五十六銀行→神戸銀行→太陽神戸銀行→太陽神戸三井銀行→さくら銀行）[注 3] - 明石市指定金融機関
- 三井住友信託銀行明石支店

国道2号以南
- 明石銀座商店街
  - 三菱UFJ銀行明石支店（旧・三和銀行→UFJ銀行→三菱東京UFJ銀行）
- 魚の棚商店街[1]
- 本町商店街
- 桜町商店街
- 鍛冶屋商店街
- らぽす（ショッピングセンター）
- 明石市役所・市民会舘 - 南東約1km
- マツヤデンキ明石店[27]

### 中央改札北口方面
- ピオレ明石東館
- 明石城[1]
  - 明石公園[1]
- 明石市立文化博物館
- 神戸大学附属明石中学校・附属明石小学校・附属小学校・附属幼稚園・附属特別支援学校
- 明石市立明石小学校
- 明石市立錦城中学校
- 明石神社
- 明石市立天文科学館[1] - 東約1km
- 兵庫県自動車運転免許試験場 - 北東約2km

### ピオレ改札
- ピオレ明石西館
- 駅南側
  - 明石ラ・メール
    - かつて[いつ?]は「明石フォーラス」が入居していたが、現在は飲食店・インターネットカフェなどが入居する雑居ビルとなっている。

  - 喜春商店街
  - 明淡商店街
  - 明石港[1]
    - 淡路ジェノバライン（明石 - 岩屋航路）

  - 岩屋神社 - 南西約1km
  - みなと銀行明石支店
  - 但馬銀行明石支店
  - 明石郵便局
    - ゆうちょ銀行明石店

  - りそな銀行明石支店（旧・大和銀行）
  - 百十四銀行明石支店
  - 山陰合同銀行明石支店
- 駅北側
  - 兵庫県立明石公園[1]
    - 明石城跡 - ホームから巽櫓、坤櫓が見える[1]。
    - 明石トーカロ球場
    - 陸上競技場
    - 球技場兼自転車競技場

  - 織田家長屋門（明石市指定文化財）
  - 明石市立市民病院 - 北西約1.3km
  - 兵庫県立大学明石キャンパス - 北西約1.5km

### 周辺の兵庫県道
- 兵庫県道52号小部明石線
- 兵庫県道60号明石停車場線（指定解除）- 全長は当駅から国道2号交点までの95m。
- 兵庫県道201号明石港線
- 兵庫県道718号明石高砂線

## バス路線
この節では、兵庫県明石市の旧市街周辺にあるバス停留所と運行路線とその特徴について解説する。明石市の中心部には、短距離路線を中心に数多くの路線バスが発着している。神姫バスが深夜バス、夜行高速バスを除くすべての路線バス担当している。かつては、神戸市バス、明石市営バス、山陽バスも乗り入れていた。神戸市バス担当系統（神姫バスとの共同運行）は2005年4月に神姫バスに一本化された。明石市営バスは2012年3月までにすべて廃止され、担当系統は神姫バス・山陽バスに移管された。かつては、神姫バス・淡路交通共同運行で当駅から淡路島公園まで高速バスを運行していた。西神中央駅とは異なりターミナル内にバスを止めておくスペースがないため、明石駅到着後次の運行まで時間がある場合は西側にある「グリーンヒルホテル明石」にバス専用の駐車場が設けられており、そこまで回送される。
| 場所  | 番号 | 行先                                                         | 事業者   | 出典   |
| ----- | ---- | ------------------------------------------------------------ | -------- | ------ |
| ■南東 | 1    | 明舞団地                                                     | 神姫バス | [ 31 ] |
| ■南東 | 2    | 赤羽神社南・明石市役所・東朝霧丘循環（朝霧山手町）           | 神姫バス | [ 31 ] |
| ■南東 | 3    | 玉津支所前・西神中央駅・三木・小野・社                       | 神姫バス | [ 31 ] |
| ■南東 | 4    | 滝川第二中学・高校・（特急）流通科学大学・学園都市駅         | 神姫バス | [ 31 ] |
| ■南西 | 5    | 貴崎・林崎・（快速）西神工業団地                             | 神姫バス | [ 31 ] |
| ■南西 | 6    | 宮下（玉津北環状）・出合中野公園・赤羽グリーンタウン         | 神姫バス | [ 31 ] |
| ■南西 | 7    | 免許試験場・神戸学院大学・伊川谷駅・学園都市駅               | 神姫バス | [ 31 ] |
| ■南西 | 8    | （直通）カワサキ前                                           | 神姫バス | [ 31 ] |
| ■南西 | 9    | 高津橋・新生病院・若宮団地・カワサキ前・西神中央駅・西神南駅 | 神姫バス | [ 31 ] |
| ■南西 | 10   | 白水・北別府・伊川谷駅・太山寺・名谷駅                       | 神姫バス | [ 31 ] |
| ■東   | 11   | 西明石駅・国道大久保・大久保駅・土山駅                       | 神姫バス | [ 31 ] |
| ■東   | 12   | N/A                                                          | 神姫バス | [ 31 ] |
| ■東   | 13   | N/A                                                          | 神姫バス | [ 31 ] |
| ■北   | 14   | 市民病院・がんセンター・リハビリセンター・西明石駅           | 神姫バス | [ 31 ] |

## 隣の駅
西日本旅客鉄道（JR西日本）
 JR神戸線（山陽本線）
- 特急「スーパーはくと」「はまかぜ」「らくラクはりま」停車駅

■新快速
神戸駅 (JR-A63) - 明石駅 (JR-A73) - 西明石駅 (JR-A74)
■快速（列車線経由、朝の上りのみ運転）
兵庫駅 (JR-A64) ← 明石駅 (JR-A73) ← 西明石駅 (JR-A74)
■快速（電車線経由）
舞子駅 (JR-A71) - 明石駅 (JR-A73) - 西明石駅 (JR-A74)
■普通（JR東西線・学研都市線内で区間快速となる電車を含む）
朝霧駅 (JR-A72) - 明石駅 (JR-A73) - 西明石駅 (JR-A74)
- 快速電車の快速運転区間は「高槻駅または京都駅 - 西明石駅」間となっているが、西明石駅の一駅手前である当駅から実質的に各駅停車区間に入るため、下り（姫路方面）の快速は平日朝ラッシュ時の快速西明石行きを除き当駅で「普通」の表示となる。

山陽電気鉄道
 本線
■直通特急・■特急
舞子公園駅 (SY 13) - 山陽明石駅 (SY 17) - 東二見駅 (SY 25)
■S特急
霞ヶ丘駅 (SY 12) - 山陽明石駅 (SY 17) - 藤江駅 (SY 20)
■普通
人丸前駅 (SY 16) - 山陽明石駅 (SY 17) - 西新町駅 (SY 18)
- 1946年まで、人丸前駅と当駅の間に「遊園地前駅」が存在した。

### かつて存在した路線
宇治川電気電鉄部
旧兵庫電気軌道線廃止区間
明石駅前駅（現・山陽明石駅） - 明石駅